# José F. A. Oliver
José F. A. Oliver ( Hausach, Alemania, 20 de julio de 1961) es un escritor hispanoalemán. 

## Biografía
José Francisco Agüera Oliver es hijo de inmigrantes españoles. Nació en 1961 en Hausach, en la Selva Negra, y estudió Filología románica, Filología alemana y Filosofía en la Universidad de Friburgo.
En 2021 fue nombrado Ciudadano honorario de la ciudad de Hausach.

## Trayectoria
En 1987 publicó Aufbruch, su primer libro de poemas. Desde entonces, ha escrito numerosos libros de poesía. Desde 2000, sus obras se publican en la prestigiosa editorial Suhrkamp Verlag: fernlautmetz (2000), Nachtrandspuren (2002), finnischer wintervorrat (2005), unterschlupf (2006) y fahrtenschreiber (2010). 
Es autor del ensayo Mein andalusisches Schwarzwalddorf («Mi pueblo andaluz de la Selva Negra», 2007).
Oliver es desde 2022  presidente del Pen Zentrum Deutschland .

## Galardones
- 1997 Premio Adelbert von Chamisso
- 2009 Premio Thaddäus Troll
- 2012 Premio Joachim Ringelnatz
- 2015 Premio Basler Lyrik. [2]
- 2021 Premio Heinrich Böll. [3]
- 2022 Cruz Federal de la Orden del Mérito.

## Obras
- Auf-Bruch. Berlín 1987, ISBN 3-923446-17-9 .
- Heimatt und andere fossile Träume. Berlín 1989, ISBN 3-923446-50-0 .
- Vater unser en Lima. Tübingen 1991, ISBN 3-87324-106-4 .
- Weil Ich dieses Land liebe. Berlín 1991, ISBN 3-923446-94-2 .
- Gastling. Berlín 1993, ISBN 3-86093-034-6 .
- Austernfischer, Marinero, Vogelfrau. Berlín 1997, ISBN 3-86093-136-9 .
- Duende. Gutach 1997, ISBN 3-9804636-3-X .
- Hausacher Narren-Codex. Hausach 1998, ISBN 3-00-002334-8 .
- Fernlautmetz. Frankfurt am Main 2000, ISBN 3-518-12212-6 .
- nachtrandspuren. Frankfurt am Main 2002, ISBN 3-518-12307-6 .
- finnischer wintervorrado. Frankfurt am Main 2005, ISBN 3-518-12397-1 .
- unterschlupf. Frankfurt am Main 2006, ISBN 3-518-41817-3 .
- Mein andalusisches Schwarzwalddorf. Frankfurt am Main 2007, ISBN 978-3-518-12487-1 .
- fahrtenschreiber. Berlín 2010, ISBN 978-3-518-12604-2 .
- Lyrisches Schreiben im Unterricht. Vom Wort in die Verdichtung. Seelze 2013, ISBN 978-3-7800-4963-6 .
- Fremdenzimmer. Frankfurt am Main 2015, ISBN 978-3-86337-075-6 .
- Gastling. Neuauflage. Berlín 2015, ISBN 978-3-89930-034-5 .
- HEIMATT: Frühe Gedichte. Auswahl. Berlín 2015, ISBN 978-3-89930-031-4 .
- 21 Gedichte aves Estambul 4 Briefe & 10 Fotow:orte. Berlín 2016, ISBN 978-3-95757-283-7 .
- wundgewähr. Berlín 2018, ISBN 978-3-95757-565-4 .
- zumo Bleiben, wie zumo Wandern – Hölderlin, theurer Freund. (Mito Mikael Vogel ) Frankfurt 2020, ISBN 978-3-89930-193-9 .

## Editor
- Grenzüberschreitende Literatur. Hannover 1992.
- Verse en Madrid. Madrid 1999.
- Ich schneide die Zeit aves. Hausach 2001.
- nachtspuren. Frankfurt am Main 2002.
- Nachbarnah. Hausach 2004.